# Continuum (album Johna Mayera)
Continuum – trzeci album studyjny Johna Mayera, wydany 12 września 2006. Album wykazuje się silnymi wpływami bluesowymi przez co uważany jest za punkt zwrotny w stylu muzyki Mayera.
Continuum utrzymywało się ponad rok na liście Billboardu 200 i otrzymało podwójną platynę w Stanach Zjednoczonych. W 2007 album został trzykrotnie nominowany do Nagrody Grammy z czego otrzymał dwie, Best Pop Vocal Album i Best Male Pop Vocal Performance za singel Waiting on the World to Change. Singel Belief, również z tego albumu, otrzymał rok później nominację w tej samej kategorii.

## Lista utworów
1. Waiting on the World to Change – 3:21
2. I Don't Trust Myself (With Loving You) – 4:52
3. Belief – 4:02
4. Gravity – 4:05
5. The Heart of Life – 3:19
6. Vultures – 4:11
7. Stop This Train – 4:45
8. Slow Dancing in a Burning Room – 4:02
9. Bold as Love – 4:18
10. Dreaming with a Broken Heart – 4:07
11. In Repair – 6:09
12. I'm Gonna Find Another You – 2:43

## Pozycje na listach przebojów
| Lista przebojów (2006)             | Magazyn                  | Miejsce | Certyfikat | Sprzedaż  |
| ---------------------------------- | ------------------------ | ------- | ---------- | --------- |
| Billboard 200 Albums Chart USA     | Billboard                | 2       | 2x Platyna | 2,272,747 |
| Billboard Comprehensive Albums USA | Billboard                | 2       |            |           |
| Billboard Digital Albums USA       | Billboard                | 1       |            | 326,000   |
| Billboard Internet Albums USA      | Billboard                | 3       |            | 326,000   |
| Billboard Top Rock Albums USA      | Billboard                | 1       |            |           |
| Australian Albums Chart            | ARIA                     | 12      | Złoto      | 35,000+   |
| Kanada – Albums Chart              | Nielsen SoundScan        | 2       | Platyna    | 100,000+  |
| UK Albums Chart                    | BBC                      | 47      |            | 20,000+   |
| Nowa Zelandia – Albums Chart       | RIANZ                    | 9       | Złoto      | 7,500+    |
| Dania – Top 40 Albums Chart        | IFPI Danmark & ACNielsen | 24      |            |           |
| Holandia – Top 100 Albums Chart    | GfK Mega Charts          | 12      |            |           |